# مالا کامنیتسا
مالا کامنیتسا (به صربی: Mala Kamenica) یک منطقهٔ مسکونی در صربستان است که در نگوتین واقع شده‌است. مالا کامنیتسا ۳۹۲ نفر جمعیت دارد.